# دنی آزمند
دنی آزمند (انگلیسی: Donny Osmond؛ زادهٔ ۹ دسامبر ۱۹۵۷) خواننده، بازیگر تلویزیون، بازیگر تئاتر، بازیگر سینما، ترانه‌سرا، نوازنده ساکسوفون و مجری تلویزیون اهل ایالات متحده آمریکا است. وی از سال ۱۹۶۳ میلادی تاکنون مشغول فعالیت بوده‌است.او برادر ماری آزمند است.
از فیلم‌ها یا برنامه‌های تلویزیونی که وی در آن نقش داشته‌است می‌توان به هانا مونتانا اشاره کرد.